# Їчен
Їчен (кит. спр. 宜城市, піньїнь: Yíchéng Shì) — місто-повіт в центральнокитайській провінції Хубей, складова міста Сян'ян.

## Географія
Їчен лежить у центрі провінції на річці Ханьшуй.

### Клімат
Місто знаходиться у зоні, котра характеризується вологим субтропічним кліматом. Найтепліший місяць — липень із середньою температурою 28.3 °C (82.9 °F). Найхолодніший місяць — січень, із середньою температурою 3.6 °С (38.5 °F).
| Клімат Їчена            | Клімат Їчена | Клімат Їчена | Клімат Їчена | Клімат Їчена | Клімат Їчена | Клімат Їчена | Клімат Їчена | Клімат Їчена | Клімат Їчена | Клімат Їчена | Клімат Їчена | Клімат Їчена | Клімат Їчена |
| Показник                | Січ.         | Лют.         | Бер.         | Квіт.        | Трав.        | Черв.        | Лип.         | Серп.        | Вер.         | Жовт.        | Лист.        | Груд.        | Рік          |
| Середній максимум, °C   | 8,1          | 9,8          | 15           | 21,1         | 26,5         | 30,7         | 32,4         | 32,1         | 27,2         | 22,1         | 15,9         | 10           | 20,9         |
| Середня температура, °C | 3,6          | 5,3          | 10,2         | 16,4         | 21,7         | 26           | 28,3         | 27,8         | 22,8         | 17,7         | 11,5         | 5,6          | 16,4         |
| Середній мінімум, °C    | −0,9         | 0,9          | 5,4          | 11,5         | 16,8         | 21,2         | 24,1         | 23,5         | 18,5         | 13           | 7            | 1,1          | 11,8         |
| Норма опадів, мм        | 19           | 27.1         | 50.9         | 83.4         | 105.4        | 108.2        | 160.7        | 129.6        | 92.6         | 64.7         | 41.6         | 16.6         | 899.8        |
| Днів з опадами          | 8,1          | 8,9          | 11,3         | 13,2         | 12,4         | 10,8         | 12,4         | 11,8         | 13,1         | 12,3         | 10,8         | 8,7          | 133,8        |
| Вологість повітря, %    | 68.9         | 69.7         | 71           | 73           | 71.9         | 70.7         | 76.5         | 76.4         | 76           | 75.4         | 74.2         | 70.3         | 72.8         |
| ----------------------- | ------------ | ------------ | ------------ | ------------ | ------------ | ------------ | ------------ | ------------ | ------------ | ------------ | ------------ | ------------ | ------------ |
| Джерело: Weatherbase    |              |              |              |              |              |              |              |              |              |              |              |              |              |